# George Henry Cowan
Pour les articles homonymes, voir George Cowan et Cowan.
George Henry Cowan (17 juin 1858-20 septembre 1935) est un homme politique canadien de la Colombie-Britannique. Il est député fédéral conservateur de la circonscription britanno-colombienne de Cité de Vancouver de 1908 à 1911.

## Biographie
Né à Watford dans le Canada-Ouest, Cowan étudie à l'Université de Toronto et à Osgoode Hall. En 1889, il est nommé au Barreau de l'Ontario. Installé en Colombie-Britannique, il est nommé au barreau de la Colombie-Britannique en 1893 et pratique le droit à Vancouver. Il est solliciteur de la ville de Vancouver de 1907 à 1910.
Il est auteur de The Chinese Question in Canada and Better Terms for British Columbia. 
Cowan meurt à son domicile de Vancouver en septembre 1935 à l'âge de 77 ans.